# Grønttorvet - ned med bilerne
|  | Denne artikel er oprettet af botten Steenthbot ud fra en ekstern database. Den kan derfor have sproglige fejl eller mangler. Denne skabelon kan fjernes efter kontrol af indholdet. |

Grønttorvet - ned med bilerne er en dansk dokumentarfilm fra 1970.